# Kristian Seip
Kristian Seip (24 de junho de 1962) é um matemático norueguês.
Obteve um doutorado no Instituto Norueguês de Tecnologia em 1988, onde foi professor em 1994. Foi palestrante convidado do Congresso Internacional de Matemáticos em Berlim (1998). Seip foi membro do corpo editorial do periódico Acta Mathematica de 2003 a 2012 e editor do Journal of Functional Analysis desde 2016.
Foi eleito membro da Academia Norueguesa de Literatura e Ciências. Foi eleito em 2012 fellow da American Mathematical Society.